# Alberto Sanguinetti Montero
Alberto Francisco María Sanguinetti Montero (Montevideo, 10 de octubre de 1945), sacerdote católico uruguayo y Obispo emérito de la Diócesis de Canelones.
En 1971 obtuvo su Licenciatura en Teología por la Pontificia Universidad Gregoriana y posteriormente en 1978 su Doctorado en la Facultad de San Miguel en Buenos Aires.
Comienza a dictar cursos en 1973 en el Instituto Teológico del Uruguay, en 1979-1980, fue vicerrector y luego rector interino.
En noviembre de 1999 asumió como director poniendo su empeño para que esta casa de estudios, fuera erigida en Facultad de Teología del Uruguay, Mons. Mariano Soler lo que aconteció en julio de 2000.
Fue su primer Rector hasta julio de 2004.
Fue Obispo de la Diócesis de Canelones entre 2010 y 2021.